# Rita Johnson
Rita Johnson, pseudonimo di Rita McSean (Worcester, 13 agosto 1913 – Hollywood, 31 ottobre 1965), è stata un'attrice statunitense.

## Biografia
Dopo aver frequentato il New England Conservatory, nel 1935 Rita Johnson iniziò a recitare in compagnie di giro e due anni più tardi approdò a Broadway, dove apparve nel ruolo di Elaine Tilson nella pièce Fulton of Oak Falls.
Bionda, attraente e ricca di verve, l'attrice fece il suo debutto cinematografico nel 1937, con brevi ruoli in commedie brillanti della RKO quali Rich Man, Poor Girl (1938), con Robert Young e Lew Ayres, Il sosia innamorato (1939), nuovamente con Young e con Eleanor Powell, e Broadway Serenade (1939), ancora con Ayres e con Jeanette MacDonald.
Nel 1940 ebbe il ruolo di protagonista femminile nel film biografico Il romanzo di una vita, incentrato sulla figura e l'opera dell'inventore Thomas Alva Edison (interpretato da Spencer Tracy), in cui l'attrice impersonò Mary Stilwell, la prima moglie di Edison. L'anno successivo ebbe un ruolo di rilievo nella commedia L'inafferrabile signor Jordan (1941), nella quale interpretò Julia Farnsworth, la donna che pianifica l'uccisione del ricco marito industriale, nel cui corpo viene ospitata l'anima del pugile Joe Pendleton (Robert Montgomery), appena deceduto per errore ma rimandato sulla Terra dal funzionario celeste Mr. Jordan (Claude Rains) affinché Joe possa proseguire la propria esistenza in un altro corpo e con altre sembianze.
La Johnson apparve successivamente in un'altra commedia, Frutto proibito (1942) di Billy Wilder, in cui interpretò il ruolo di Pamela Hill, la fidanzata del maggiore Philip Kirby (Ray Milland), il militare attratto da Susan "Su-Su" Applegate (Ginger Rogers), una massaggiatrice che - non avendo denaro sufficiente per acquistare un biglietto a prezzo intero - si finge una passeggera dodicenne durante un viaggio in treno.

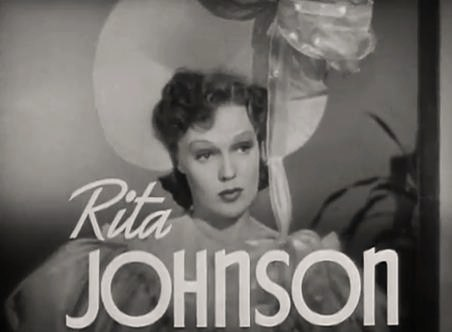
Broadway Serenade (1939)

L'attrice proseguì la carriera con altri ruoli brillanti in film quali Gli amori di Susanna (1945) e L'arca di Noè (1945), in cui recitò al fianco di Gianni e Pinotto, e diede prova di doti drammatiche nel noir Nessuno mi crederà (1947), nel ruolo di Greta Ballentine, una moglie devota che viene spinta al suicidio dall'infedele marito Larry (Robert Young), il quale l'ha sposata solo per il suo denaro. Altro ruolo di rilievo fu quello breve, ma ricco di glamour, di Pauline York, la modella amante del ricco magnate della stampa Earl Janoth (Charles Laughton) in Il tempo si è fermato (1948). In un momento di collera durante un diverbio, la York viene uccisa da Janoth, il quale cerca di far ricadere la colpa sul suo braccio destro George Stroud (Ray Milland), abile giornalista di cronaca nera, seminando una lunga serie di falsi indizi contro di lui.
La carriera dell'attrice ebbe una battuta d'arresto nel 1948 per un grave incidente domestico. Colpita alla testa dall'accidentale caduta di un apparecchio asciugacapelli, la Johnson riportò gravi lesioni cerebrali e dovette subire un delicato intervento chirurgico al cervello. Le conseguenze dell'accaduto compromisero il prosieguo dell'attività artistica dell'attrice che, durante gli anni cinquanta, recitò solo in alcune serie televisive, quali Lux Video Theatre (1954) e The Adventures of Ozzie & Harriet (1955), e in due film, la commedia Susanna ha dormito qui (1954), e l'avventuroso I pionieri del Wisconsin (1957), che rappresentò il suo definitivo addio alle scene.
Sposata due volte, dal 1940 al 1943 con Stanley Kahn, e dal 1943 al 1946 con Edwin Hutzler, entrambi i matrimoni terminarono con il divorzio.
Mai ripresasi completamente dal grave infortunio alla testa, e afflitta da problemi di alcolismo, Rita Johnson morì nel 1965, all'età di cinquantadue anni, per un'emorragia cerebrale.

## Filmografia

### Cinema
- London by Night, regia di William Thiele (1937)
- My Dear Miss Aldrich, regia di George B. Seitz (1937)
- Man-Proof, regia di Richard Thorpe (1938) (scene cancellate)
- L'ultima recita (Letter of Introduction), regia di John M. Stahl (1938)
- Smashing the Rackets, regia di Lew Landers (1938)
- Rich Man, Poor Girl, regia di Reinhold Schünzel (1938)
- The Girl Downstairs, regia di Norman Taurog (1938)
- Il sosia innamorato (Honolulu), regia di Edward Buzzell (1939)
- Within the Law, regia di Gustav Machatý (1939)
- Broadway Serenade, regia di Robert Z. Leonard (1939)
- 6,000 Enemies, regia di George B. Seitz (1939)
- Stronger Than Desire, regia di Leslie Fenton (1939)
- They All Come Out, regia di Jacques Tourneur (1939)
- Nick Carter (Nick Carter, Master Detective), regia di Jacques Tourneur (1939)
- Congo Maisie, regia di H.C. Potter (1940)
- Forty Little Mothers, regia di Busby Berkeley (1940)
- Il romanzo di una vita (Edison, the Man), regia di Clarence Brown (1940)
- The Golden Fleecing, regia di Leslie Fenton (1940)
- Maisie Was a Lady, regia di Edwin L. Marin (1941) (scene cancellate)
- L'inafferrabile signor Jordan (Here Comes Mr. Jordan), regia di Alexander Hall (1941)
- Amore per appuntamento (Appointment for Love), regia di William A. Seiter (1941)
- Frutto proibito (The Major and the Minor), regia di Billy Wilder (1942)
- Flicka (My Friend Flicka), regia di Harold D. Schuster (1943)
- Il figlio del fulmine (Thunderhead – Son of Flicka), regia di Louis King (1945)
- Gli amori di Susanna (The Affairs of Susan), regia di William A. Seiter (1945)
- L'arca di Noè (The Naughty Nineties), regia di Jean Yarbrough (1945)
- Perdonate il mio passato (Pardon My Past), regia di Leslie Fenton (1945)
- Un matrimonio ideale (The Perfect Marriage), regia di Lewis Allen (1947)
- I briganti (The Michigan Kid), regia di Ray Taylor (1947)
- Nessuno mi crederà (They Won't Believe Me), regia di Irving Pichel (1947)
- Donne e veleni (Sleep, My Love), regia di Douglas Sirk (1948)
- Il tempo si è fermato (The Big Clock), regia di John Farrow (1948)
- Non fidarti di tuo marito (An Innocent Affair), regia di Lloyd Bacon (1948)
- Abbandonata in viaggio di nozze (Family Honeymoon), regia di Claude Binyon (1948)
- The Second Face, regia di Jack Bernhard (1950)
- Susanna ha dormito qui (Susan Slept Here), regia di Frank Tashlin (1954)
- Emergency Hospital, regia di Lee Sholem (1956)
- I pionieri del Wisconsin (All Mine to Give), regia di Allen Reisner (1957)

### Televisione
- Mr. & Mrs. North – serie TV, 1 episodio (1952)
- Rebound – serie TV, 1 episodio (1952)
- The Lone Wolf – serie TV, 1 episodio (1954)
- Lux Video Theatre – serie TV, 1 episodio (1954)
- Your Favorite Story – serie TV, 1 episodio (1954)
- The Christophers – serie TV, 1 episodio (1954)
- The Man Behind the Badge – serie TV, 1 episodio (1955)
- The Adventures of Ozzie & Harriet – serie TV, 1 episodio (1955)

## Doppiatrici italiane
- Lydia Simoneschi in Frutto proibito, Il tempo si è fermato
- Rosetta Calavetta in Abbandonata in viaggio di nozze
- Tina Lattanzi ne Gli amori di Susanna
- Renata Marini ne I briganti
- Dhia Cristiani ne L'inafferrabile signor Jordan (ridoppiaggio 1959)
- Isabella Pasanisi in Nessuno mi crederà (ridoppiaggio TV)